# Juan de la Cruz (banda)
Juan de la Cruz fue una banda de rock de Filipinas, una de las más exitosas en su trayectoria musical.

## Discografía

### Álbum de prensa
- En Armas (1971)
- NATIN (1973)
- Maskara (1974)
- Super reunión (1975)
- Super éxitos de la banda Juan Dela Cruz / En vivo y en concierto (sin fecha, circa 1977)
- The Best Of Juan Dela Cruz Band (1980)
- Kahit ANONG Mangyari (1981)
- The Best Of Pinoy Rock (1983)
- The Best Of Rock Pinoy vols. 1 &2 (Collectors' Edition) (1985) 1 y 2 (de colección y edición) (1985)

## Otras compilaciones en discos compactos
- Himig NATIN / Especial Collector's Edition (1994)
- Pinoy Rock (sin fecha, circa 2008)

## Otros miembros (no registrado)

### Pre-Millenium (décadas 70 y 80)
- Tony Rodríguez (bajo y guitarra)
- Larry Martínez (teclados)

### Era del Milenio ( "Reuniones")
- Dondi Ledesma (bajo y guitarra)
- Wowee Posadas (teclados)
- Wendell García (batería)